# Mélanie Doutey
Pour les articles homonymes, voir Doutey.
Mélanie Doutey est une actrice française, née le 22 novembre 1978 à Paris 16e.

## Biographie

### Origines familiales
Mélanie Marie Doutey est la fille des comédiens Alain Doutey et Arièle Semenoff (avec qui elle a joué dans Ce soir je dors chez toi, où elle est leur fille comme dans la réalité). Elle a un frère, le dramaturge Nicolas Doutey.

### Formation et révélation (2001-2005)
Après un Diplôme d'études universitaires générales d’anglais, elle étudie au cours Périmony puis au Conservatoire national supérieur d'art dramatique (promotion 2002) et débute au cinéma en 1998 dans Les Gens qui s’aiment de Jean-Charles Tacchella.
En 2001, elle tient le rôle principal du drame danois Leïla, écrit et réalisé par Gabriel Axel, mais c'est son second rôle dans le film historique français Le Frère du guerrier, de Pierre Jolivet, qui lui vaut une nomination au César du meilleur espoir féminin 2003. Elle obtient le diplôme du Conservatoire en 2002.
La carrière de Mélanie Doutey est lancée : en 2003, elle figure au générique du drame La Fleur du mal, cinquantième long métrage de Claude Chabrol. Elle obtient la même année le prix Suzanne-Bianchetti. L'année suivante, elle alterne les genres : elle tient le premier rôle féminin du drame espagnol El Lobo, aux côtés d’Eduardo Noriega, puis elle joue avec Gérard Jugnot et Jean Dujardin, têtes d'affiche de la comédie française Il ne faut jurer de rien !, d'Éric Civanyan.
Fin 2005, elle incarne Clara Sheller, personnage principal de la série télévisée du même nom, grâce à laquelle elle obtient un premier succès, ce qui la fait connaître du grand public. Malgré le succès de cette série (6 millions de téléspectateurs sur la chaîne de télévision France 2), elle décide de ne pas participer à la deuxième saison et préfère privilégier sa carrière au cinéma et au théâtre. C'est Zoé Félix qui la remplacera pour la saison 2, diffusée en 2008, mais dont le succès sera bien moindre.

### 2006-2010

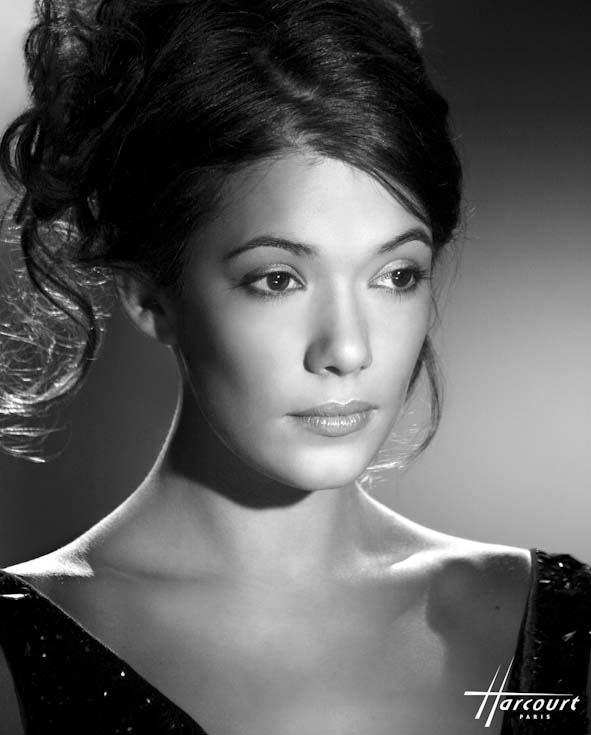
Mélanie Doutey photographiée par le studio Harcourt en 2008.

Après la satire politique Président, de Lionel Delplanque, avec Albert Dupontel dans le rôle-titre, Mélanie Doutey joue dans deux longs-métrages en 2006 : le film à sketches Fair Play, où elle évolue aux côtés de Marion Cotillard et Benoît Magimel et la comédie musicale On va s'aimer, d’Ivan Calbérac, dans laquelle elle donne la réplique à Alexandra Lamy.
En 2007, elle participe à la comédie dramatique Ma place au soleil, d'Éric de Montalier ; elle y a pour partenaire son compagnon Gilles Lellouche. Elle joue de nouveau les trentenaires pétillantes pour la comédie Ce soir je dors chez toi, d'Olivier Baroux, face à Jean-Paul Rouve. Elle revient à la télévision pour le premier rôle féminin du téléfilm allemand d'aventure, Troie, la cité du trésor perdu, diffusé sur Sat.1 et entièrement tourné en anglais. Enfin, retour au théâtre dans la pièce Confidences trop intimes, au côté de Jacques Gamblin.
En 2008, elle tient à la télévision le rôle principal du téléfilm historique français Une femme à abattre, d'Olivier Langlois.
En 2009, elle revient au cinéma dans la comédie dramatique Le Bal des actrices, de Maïwenn le Besco puis dans la satire du monde pharmaceutique Rien de personnel, avec Jean-Pierre Darroussin, Denis Podalydès et Zabou Breitman. Elle joue aussi dans la comédie d'aventures RTT, aux côtés de Kad Merad. La même année, elle fait partie du jury du Festival Premiers plans d'Angers.
En 2010, elle joue dans la comédie Une petite zone de turbulences, dont Michel Blanc joue le rôle principal. Pour l'occasion, elle forme un couple à l'écran avec Gilles Lellouche.

### 2010-2013

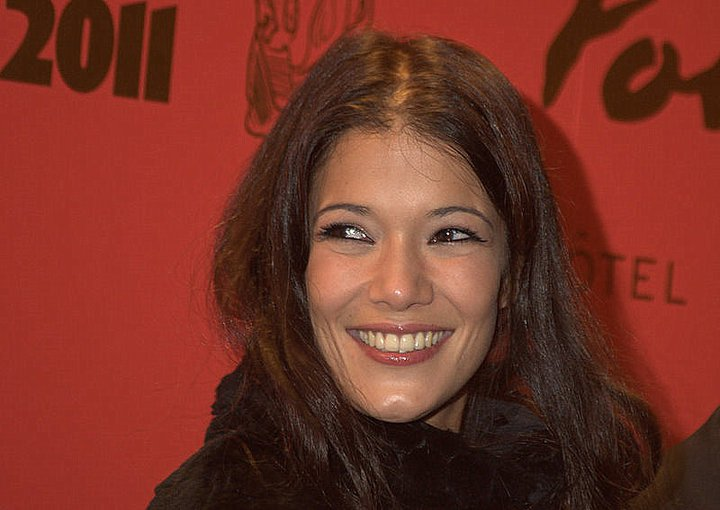
L'actrice en 2011 à la des César.

Après avoir joué en 2010 dans la pièce contemporaine Solness le constructeur, d'Henrik Ibsen, au théâtre Hébertot, elle partage avec Lorànt Deutsch, au théâtre de la Porte-Saint-Martin, l'affiche d'une adaptation du Songe d'une nuit d'été, de William Shakespeare, dont la mise en scène est assurée par Nicolas Briançon.
En 2012, elle participe à la comédie à sketches produite par Gilles Lellouche et Jean Dujardin, Les Infidèles, mais ne joue que dans le segment réalisé par Jan Kounen. La même année, elle joue le premier rôle féminin du film  Aux yeux de tous, de Cédric Jimenez. Ce long métrage où elle a pour partenaire Olivier Barthélémy est entièrement tourné à l'aide de caméras de surveillance et de webcams.
La même année, elle fait partie de la distribution réunie par Thomas Vinterberg pour sa pièce Festen la suite. Elle est au théâtre du Rond-Point aux côtés de Mathilda May et Samuel Le Bihan. Dès l'année suivante, elle est l'unique tête d'affiche de la pièce Haïm, à la lumière d'un violon, jouée Salle Gaveau à Paris.

### 2013-2017

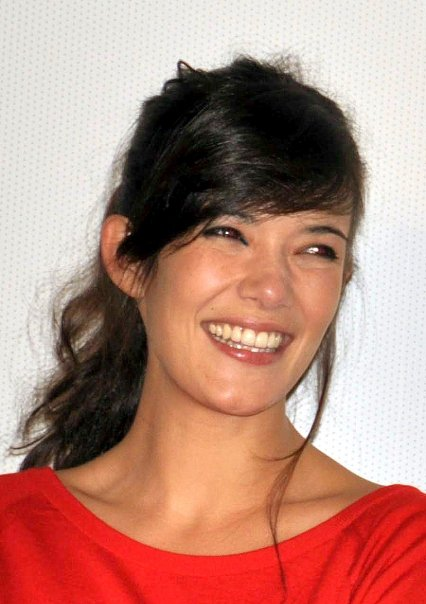
Mélanie Doutey en 2009, à une avant-première du film Une petite zone de turbulences.

En 2013 elle joue le rôle principal du drame psychologique Post partum, sous la direction de Delphine Noels, face à Jalil Lespert ; elle retrouve en 2014 Alexandra Lamy dont elle joue la meilleure amie dans la comédie romantique Jamais le premier soir, de Mélissa Drigeard. La même année, le film policier La French lui permet de retrouver le réalisateur Cédric Jimenez et les acteurs Gilles Lellouche (encore une fois pour former un couple) et Jean Dujardin.
En 2015, dans la comédie populaire Entre amis, elle retrouve également le réalisateur Olivier Baroux, les acteurs Gérard Jugnot, Daniel Auteuil, François Berléand et Zabou Breitman.
En 2016, elle participe à l’émission de télévision Rendez-vous en terre inconnue, de Frédéric Lopez, pour laquelle elle passe 18 jours dans le désert de Gobi, en Mongolie, terre d’origine de son arrière-grand-père maternel.
En novembre, elle revient à la télévision avec le téléfilm en deux parties La Main du mal de Pierre Aknine, pour la chaîne de télévision TF1. Dans le rôle de Dolorès Colpart, une brillante avocate, elle y donne la réplique à Grégory Fitoussi et JoeyStarr.
En décembre 2016, elle fait partie du jury de la 8e édition du Festival de cinéma européen des Arcs.
L'année suivante, elle se concentre sur la télévision ; elle tient le premier rôle féminin du téléfilm policier On l'Appelait Ruby, réalisé par Laurent Tuel et diffusé par la chaîne de télévision publique France 2 et joue dans deux épisodes de la série Paris, etc., créée par Zabou Breitman pour la chaîne Canal+.

### Depuis 2018
En 2018, elle revient sur scène, au théâtre des Bouffes-Parisiens, où elle partage l'affiche de Douce amère avec Michel Fau, qui signe aussi la mise en scène. Sa prestation lui vaut une nomination au Molière de la comédienne dans un spectacle de théâtre privé. Elle figure ensuite dans la distribution prestigieuse réunie par Gilles Lellouche pour son premier long métrage en tant que réalisateur : Le Grand Bain.
En 2019, elle retrouve Jean-Paul Rouve pour Donne-moi des ailes, neuvième long métrage de Nicolas Vanier. Elle tourne également dans le long métrage L'enfant rêvé de Raphaël Jacoulot.
Elle est, depuis 2016, marraine du Centre S’time qui œuvre dans les soins d’assistance après-Cancer.
En 2023 elle est présidente du jury du 38e Festival international du film francophone de Namur. 

### Vie privée
À partir de 2002, Mélanie Doutey vit avec le comédien Gilles Lellouche. Ils ont une fille, Ava, née le 4 septembre 2009 à Paris. Ils se séparent en 2013.
Elle est très proche de l'actrice Alexandra Lamy, rencontrée lors du tournage du film On va s'aimer d’Ivan Calbérac, en 2005.
D'avril à octobre 2017, elle a été en couple avec le cuisinier Cyril Lignac.

## Filmographie

### Cinéma

#### Longs métrages
- 1998 : Les Gens qui s’aiment de Jean-Charles Tacchella : l'admiratrice
- 1999 : Mystery Troll, un amour enchanté d’Éric Atlan : l'amie de Blanche
- 2000 : Le Frère du guerrier de Pierre Jolivet : Guillemette
- 2001 : Leïla de Gabriel Axel : Leïla
- 2002 : La Fleur du mal de Claude Chabrol : Michèle Charpin-Vasseur
- 2003 : Narco de Tristan Aurouet et Gilles Lellouche : la fille « moitié des choses »
- 2004 : Il ne faut jurer de rien ! d'Éric Civanyan : Cécile
- 2004 : El Lobo de Miguel Courtois : Amaia
- 2005 : Président de Lionel Delplanque : Nahema
- 2006 : On va s'aimer d’Ivan Calbérac : Camille
- 2006 : Fair Play de Lionel Bailliu : Béatrice
- 2007 : Ma place au soleil d'Éric de Montalier : Véronique
- 2007 : Ce soir je dors chez toi d'Olivier Baroux : Laëtitia
- 2009 : Le Bal des actrices de Maïwenn : elle-même
- 2009 : Rien de personnel de Mathias Gokalp : Natacha Gauthier-Stevens
- 2009 : RTT de Frédéric Berthe : Émilie
- 2010 : Une petite zone de turbulences d’Alfred Lot : Cathie Muret
- 2011 : Les Infidèles segment Ultimate Fucking de Jan Kounen : Sandra
- 2012 : Aux yeux de tous de Cédric Jimenez et Arnaud Duprey : Nora
- 2013 : Post partum de Delphine Noels : Luce
- 2014 : Jamais le premier soir de Mélissa Drigeard : Louise
- 2014 : La French de Cédric Jimenez : Christiane Zampa
- 2015 : Entre amis d'Olivier Baroux : Daphnée
- 2018 : Le Grand Bain de Gilles Lellouche : Clem
- 2019 : Paradise Beach de Xavier Durringer : Julia
- 2019 : Donne-moi des ailes de Nicolas Vanier : Paola
- 2020 : L'Enfant rêvé de Raphaël Jacoulot : Noémie
- 2021 : Inexorable de Fabrice du Welz : Jeanne
- 2022 : Le Temps des secrets de Christophe Barratier : Augustine Pagnol
- 2023 : L'Amour du monde de Jenna Hasse : Carole
- 2024 : Tombés du camion de Philippe Pollet-Villard : Nicole
- 2024 : Les Cadeaux de Raphaële Moussafir et Christophe Offenstein
- 2024 : Le Dossier Maldoror de Fabrice Du Welz : Juge Remacle

#### Courts métrages
- 2001 : Je m'en souviens plus d'Alain Doutey : l'aide-soignante
- 2003 : Le Livre de Magali Negroni : Anna
- 2007 : Santa Closed de Douglas Attal : fille 2
- 2008 : De moins en moins de Mélanie Laurent : Mélanie

### Doublage
- 2011 : Cars 2 : voix française de Holley

### Télévision
- 1999-2001 : Chère Marianne (série de cinq épisodes) de Pierre Joassin : Camille Rivais
- 1999 : Le Bahut (série, un épisode) d'Arnaud Sélignac
- 2000 : Le Mystère Parasuram (téléfilm) de Michel Sibra : la coiffeuse
- 2003 : L'Adieu (téléfilm) de François Luciani : Evelyne Garcia
- 2005 : Clara Sheller (série de six épisodes) de Nicolas Mercier : Clara Sheller
- 2007 : Troie, la cité du trésor perdu (téléfilm) de Dror Zahavi : Sophia Engastroménou
- 2008 : Une femme à abattre (téléfilm) de Olivier Langlois : Claire Chambon
- 2013 : Le Débarquement (émission à sketchs diffusée sur Canal+) de Renaud Le Van Kim et d'Alex Lutz
- 2016 : La Main du mal (série) de Pierre Aknine : Dolorès Colpart
- 2017 : On l'appelait Ruby de Laurent Tuel : Claire Pélerin
- 2017 : Paris etc, de Zabou Breitman : Cindy (deux épisodes)
- 2019 : Capitaine Marleau, épisode Pace e salute, Marleau ! de Josée Dayan
- 2022 : Touchées d'Alexandra Lamy : Lucie
- 2022 : Les 7 Vies de Léa, série Netflix en 7 épisodes, de Charlotte Sanson
- 2023 : La Belle Étincelle de Hervé Mimran : Virginie
- 2023 : Pamela Rose, la série : Rita
- 2025 : L'Intruse de Shirley Monsarrat : Paula
- 2025 : Les Disparues de la gare de Virginie Sauveur : Marie-Josée Andujar

### Réalisatrice
- 2019 : Aventi, court-métrage

### Clip
Mélanie Doutey tient le rôle féminin dans le clip En apesanteur de Calogero en 2002.

## Théâtre
- 2003 : L'Éventail de Lady Windermere d'Oscar Wilde, mise en scène Tilly, théâtre du Palais-Royal, Paris
- 2007 : Confidences trop intimes de Jérôme Tonnerre, mise en scène Patrice Leconte, théâtre de l'Atelier, Paris
- 2007 : Qu'elle aille au diable, Meryl Streep ! de Mohamed Kacimi d'après le roman de Rachid El-Daïf, mise en scène Laurent Lafitte, Festival NAVA de Limoux
- 2010 : Le Rattachement de Didier van Cauwelaert, mise en scène Daniel Benoin, théâtre national de Nice
- 2010 : Solness le constructeur d'Henrik Ibsen, mise en scène Hans Peter Cloos, théâtre Hébertot, Paris
- 2011 : Le Songe d'une nuit d'été de William Shakespeare, mise en scène Nicolas Briançon, Festival d'Anjou, théâtre de la Porte-Saint-Martin, Paris
- 2012 : Festen la suite de Thomas Vinterberg, mise en scène Daniel Benoin, théâtre national de Nice, théâtre des Célestins, Lyon, théâtre du Rond-Point, Paris
- 2012-2013 : Haïm, à la lumière d'un violon mise en scène Gérald Garutti, Salle Gaveau, Paris
- 2018 : Douce amère de Jean Poiret, mise en scène Michel Fau, théâtre des Bouffes-Parisiens

## Distinctions
- 2003 - Prix Suzanne-Bianchetti pour La Fleur du mal
- 2003 - Nomination au César du Meilleur espoir féminin pour Le Frère du guerrier
- 2003 - Nomination au Molières 2003 de la révélation théâtrale féminine pour L'Éventail de Lady Windemere
- 2005 - Meilleure actrice de comédie au Festival de Télévision de Monte-Carlo pour Clara Sheller
- 2006 - Nomination au César du Meilleur espoir féminin pour Il ne faut jurer de rien
- 2007 - Prix de la meilleure actrice au Festival international des jeunes réalisateurs de Saint-Jean-de-Luz pour Ce soir je dors chez toi
- 2018 - Nomination au Molière de la comédienne dans un spectacle de théâtre privé pour Douce amère[7]
- 2019 - Chabrol d'honneur au Festival du film du Croisic